# Vis Pesaro 1898 2004-2005
Questa pagina raccoglie le informazioni riguardanti la Vis Pesaro 1898 nelle competizioni ufficiali della stagione 2004-2005.

## Stagione
Nella stagione 2004-2005 la Vis Pesaro disputa il girone B del campionato di Serie C1, ottiene 25 punti che valgono l'ultimo posto della classifica, con conseguente retrocessione diretta in Serie C2, sotto cinque punti alla zona Play-out. Al capezzale della Vis Pesaro tre tecnici che si sono alternati nel tentativo fallito di evitare la retrocessione. I biancorossi hanno raccolto 14 punti nel girone di andata e 11 nel girone di ritorno. Si è disputato un torneo con molte grandi decadute, le promosse in Serie B Rimini ed Avellino, ma anche il Napoli, il Padova, la Reggiana ed il Foggia. Nella Coppa Italia di Serie C la Vis Pesaro ha giocato il girone I di qualificazione, che ha promosso il San Marino. Al termine della stagione, la Vis Pesaro non ha potuto iscriversi al torneo di competenza, la Serie C2, non essendo in regola con la documentazione dei pagamenti, e si è trovata costretta a dover ripartire dai tornei dilettantistici, ritornerà tra i professionisti nella stagione 2018-2019.

## Rosa
| N. |                    | Ruolo | Calciatore           |
| -- | ------------------ | ----- | -------------------- |
|    | Italia (bandiera)  | D     | Patrizio Balleello   |
|    | Italia (bandiera)  | C     | Marco Bonura         |
|    | Italia (bandiera)  | C     | Daniele Cacciaglia   |
|    | Italia (bandiera)  | C     | Enrico Cambrini      |
|    | Brasile (bandiera) | C     | Luiz Edoardo Carloto |
|    | Italia (bandiera)  | D     | Fabio Caselli        |
|    | Italia (bandiera)  | D     | Fabio Casolla        |
|    | Italia (bandiera)  | D     | Umberto Cazzola      |
|    | Italia (bandiera)  | D     | Giancarlo Cinetto    |
|    | Italia (bandiera)  | C     | Flavio Cristofari    |
|    | Italia (bandiera)  | A     | Antonio Croce        |
|    | Italia (bandiera)  | C     | Adriano D'Astolfo    |
|    | Italia (bandiera)  | A     | Fabio Di Domenico    |
|    | Italia (bandiera)  | D     | Gianluca Fasano      |
|    | Italia (bandiera)  | D     | Marco Gabrielli      |
|    | Italia (bandiera)  | D     | Antonio Gaeta        |
|    | Italia (bandiera)  | P     | Paolo Ginestra       |

| N. |                    | Ruolo | Calciatore             |
| -- | ------------------ | ----- | ---------------------- |
|    | Italia (bandiera)  | D     | Domenico Giordani      |
|    | Italia (bandiera)  | C     | Vito Lasalandra        |
|    | Italia (bandiera)  | A     | Giovanni Longobardi    |
|    | Italia (bandiera)  | A     | Gaetano Mancino        |
|    | Italia (bandiera)  | A     | Fabio Mazzeo           |
|    | Italia (bandiera)  | D     | Marco Mazzoli          |
|    | Italia (bandiera)  | C     | Martino Olivetti       |
|    | Italia (bandiera)  | C     | Andrea Omiccioli       |
|    | Italia (bandiera)  | A     | Pietro Parente         |
|    | Italia (bandiera)  | D     | Christian Santi        |
|    | Italia (bandiera)  | D     | Mattia Serafini        |
|    | Italia (bandiera)  | P     | Filippo Spitoni        |
|    | Italia (bandiera)  | A     | Tiziano Turchetti      |
|    | Italia (bandiera)  | D     | Mauro Vargiu           |
|    | Brasile (bandiera) | C     | Pinto Fraga Wellington |
|    | Italia (bandiera)  | D     | Marco Zappella         |
|    | Italia (bandiera)  | C     | Marco Zirilli          |

## Risultati

### Campionato

#### Girone di andata
| Arbitro: | Gava (Conegliano) |

|                  |           |  |
| Varricchio 90+4’ | Marcatori |  |

| Arbitro: | Lena (Ciampino) |

|           |           |                  |
| Gaeta 65’ | Marcatori | 72’, 80’ Beretta |

| Arbitro: | Mannella (Avezzano) |

|                                |           |  |
| Millesi 45+1’ V. Moretti 90+5’ | Marcatori |  |

| Pesaro 3 ottobre 2004 4ª giornata | Vis Pesaro       | 0 – 0 | SPAL | Stadio Tonino Benelli\| Arbitro: \| Iannone (Napoli) \| |
| Arbitro:                          | Iannone (Napoli) |       |      |                                                         |

| Arbitro: | Gervasoni (Mantova) |

|  |           |           |
|  | Marcatori | 90’ Gaeta |

| Arbitro: | Zanzi (Lugo di Romagna) |

|                |           |                     |
| Di Domenico 3’ | Marcatori | 52’ (rig.) Cecchini |

| Arbitro: | Brunialti (Trento) |

|                |           |                 |
| Muslimovic 68’ | Marcatori | 14’ Di Domenico |

| Arbitro: | De Luca (Pescara) |

|                                           |           |             |
| Amore 45+2’ (rig.) M. Serafini 82’ (aut.) | Marcatori | 80’ Cazzola |

| Arbitro: | La Rocca (Ercolano) |

|  |           |               |
|  | Marcatori | 31’ Ferraresi |

| Arbitro: | Ciliberto (Merano) |

|              |           |  |
| Di Nardo 64’ | Marcatori |  |

| Arbitro: | Caristia (Siracusa) |

|                                      |           |                        |
| M. Zappella 20’ Gaeta 23’ Mazzeo 66’ | Marcatori | 72’ (rig.) Guariniello |

| Arbitro: | Gentile (Termoli) |

|            |           |  |
| Borneo 58’ | Marcatori |  |

| Pesaro 5 dicembre 2004 13ª giornata | Vis Pesaro         | 0 – 0 | Fermana | Stadio Tonino Benelli\| Arbitro: \| Scoditti (Bologna) \| |
| Arbitro:                            | Scoditti (Bologna) |       |         |                                                           |

| Arbitro: | Balsamo (Tivoli) |

|               |           |           |
| Chiarotto 70’ | Marcatori | 88’ Gaeta |

| Arbitro: | Di Fiore (Aosta) |

|  |           |                   |
|  | Marcatori | 19’ C. Del Grosso |

| Arbitro: | Palazzino (Ciampino) |

|            |           |  |
| Soncin 26’ | Marcatori |  |

| Arbitro: | Guerriero (Catanzaro) |

|                 |           |  |
| Di Domenico 48’ | Marcatori |  |

#### Girone di ritorno
| Arbitro: | Herberg (Messina) |

|           |           |            |
| Gaeta 42’ | Marcatori | 90+2’ Sosa |

| Arbitro: | Vuoto (Livorno) |

|               |           |  |
| Beretta 90+5’ | Marcatori |  |

| Arbitro: | Brunialti (Trento) |

|  |           |                        |
|  | Marcatori | 42’ (rig.) Ghirardello |

| Ferrara 30 gennaio 2005 21ª giornata | SPAL                | 0 – 0 | Vis Pesaro | Stadio Paolo Mazza\| Arbitro: \| Caristia (Siracusa) \| |
| Arbitro:                             | Caristia (Siracusa) |       |            |                                                         |

| Arbitro: | Giglioni (Siena) |

|  |           |               |
|  | Marcatori | 22’, 52’ León |

| Arbitro: | Cavarretta (Trapani) |

|                                |           |  |
| G. Greco 17’ Ginestra 59’, 83’ | Marcatori |  |

| Arbitro: | Orsato (Schio) |

|                   |           |                            |
| Parente 9’ (rig.) | Marcatori | 32’ Ricchiuti 47’ Floccari |

| Arbitro: | Ciancaleoni (Foligno) |

|  |           |                        |
|  | Marcatori | 66’ Carteri 81’ Milani |

| Arbitro: | Zanardo (Conegliano) |

|                                |           |                         |
| Luiso 20’ Magliocco 87’ (rig.) | Marcatori | 56’ Gaeta 71’ Balleello |

| Arbitro: | Pierpaoli (Firenze) |

|  |           |             |
|  | Marcatori | 6’ Imbriani |

| Arbitro: | Iannone (Napoli) |

|                            |           |  |
| D'Aniello 66’ Saverino 87’ | Marcatori |  |

| Arbitro: | Celi (Bari) |

|                       |           |  |
| Cristofari 21’, 90+3’ | Marcatori |  |

| Arbitro: | Damato (Barletta) |

|                          |           |                        |
| Croceri 2’ A. Bucchi 46’ | Marcatori | 62’ (rig.) Di Domenico |

| Arbitro: | Barletta (Bernalda) |

|                       |           |                     |
| Gaeta 49’ Zirilli 89’ | Marcatori | 63’ (rig.) Pizzulli |

| Arbitro: | Caristia (Siracusa) |

|           |           |            |
| Frati 70’ | Marcatori | 55’ Bonura |

| Arbitro: | Corletto (Castelfranco Veneto) |

|  |           |              |
|  | Marcatori | 45+1’ Soncin |

| Arbitro: | Lioce (Molfetta) |

|             |           |             |
| Mounard 31’ | Marcatori | 65’ Mazzoli |